# S.C.A.T.: Special Cybernetic Attack Team
S.C.A.T.: Special Cybernetic Attack Team (también conocido como Action in New York en Europa y Final Mission en Japón) es un videojuego de disparos de desplazamiento lateral diseñado por Natsume para la Nintendo Entertainment System. Este fue lanzado el 22 de junio de 1990 en Japón, 1991 en América del Norte y 1992 en Europa el cual fue distribuido por Infogrames. El videojuego soporta hasta dos jugadores.

## Jugabilidad
El videojuego está situado en la Ciudad de Nueva York. Aliens parecidos a peces han invadido la Tierra, y el jugador debe asumir el papel de un futuro soldado para destruirlos y parar la invasión. El soldado está equipado con un dispositivo del tipo jetpack, que le permite volar alrededor del escenario. El soldado también tiene un arma estándar, que puede ser mejorada a un arma de láser u otras armas poderosas. Dos cañones orbitales giran constantemente alrededor del soldado, que pueden ser usados para trabarse en objetivos. Hay varios power-ups de velocidad y salud disponibles para el jugador. El juego se asemeja a Forgotten Worlds de Capcom. En ambos juegos, el jugador lucha como un ser humano dotado de un jetpack, aunque en Forgotten Worlds el jugador es capaz de girar a su personaje y carece de las bolas orbitales presentes en S.C.A.T.